# HKK Široki Brijeg
Der Hrvatski košarkaški klub Široki Brijeg (kurz HKK Široki Brijeg; kroatisch, ‚Kroatischer Basketballclub Široki Brijeg‘; aufgrund des Sponsorings derzeit offiziell HKK Široki WWin) ist ein bosnisch-herzegowinischer Basketballverein aus Široki Brijeg.
Die Mannschaft von HKK Široki spielt in der nationalen, bosnisch-herzegowinischen Profi-Basketballliga (Prvenstvo BiH). Zudem nimmt der Verein an Spielen der Adriatic Basketball Association (ABA) teil. Er ist der erfolgreichste nationale Basketballverein Bosnien-Herzegowinas.

## Geschichte
Der kroatisch geprägte Basketballverein HKK Široki Brijeg wurde am 5. April 1974 durch den Gymnasial- und Sportlehrer Stanko Jelčić und einer Gruppe seiner Schüler gegründet.
Nach der Gründung des Basketballklubs fanden die ersten Spiele noch unter dem Vereinsnamen Mladost (‚Jugend‘) auf dem Basketballhartplatz des Gymnasiums in Široki Brijeg statt. Das erste Basketball-Ligaspiel wurde gegen den Troglav-Basketballverein aus Livno bestritten. Durch weitere stattfindende Wettkämpfe etablierte sich HKK Široki Brijeg in die Gruppe-Süd der Zweite Basketballliga in der ehemals gesamtjugoslawischen Teilrepublik Bosnien-Herzegowina. In dieser Liga spielte der Basketballverein erfolgreich bis in das Jahr 1989 mit. In einer Qualifikationsrunde, die in der bosnisch-herzegowinischen Stadt Maglaj 1989 stattfand und eine Spielberechtigung für die erste Profi-Basketballliga der jugoslawischen Teilrepublik Bosnien-Herzegowina bedeutete, gewann die Mannschaft gegen die direkten Konkurrenten von Radnički (‚Arbeiter‘) aus Goražde und Troglav (‚Dreikopf‘) aus Livno. 

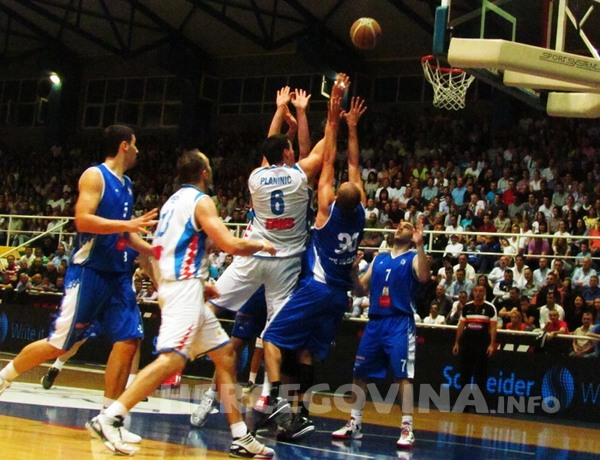
HKK Široki Brijeg (weiß) im Spiel (2012)

Aufgrund des Bosnienkriegs wurde der Spielbetrieb eingestellt. 1994 wurde der Verein in „Široki“ umbenannt und nahm an Basketballligaspielen in der sogenannten Kroatischen Republik Herceg-Bosna teil. Dort gewann der Verein 1997/1998 die Basketballmeisterschaft.
Unter dem Vereinsnamenenszusatz Široki Hercegtisak wurde der Verein dreifacher Basketballmeister und Basketballpokalsieger von Bosnien-Herzegowina. Der Verein nahm in der Zeit erfolgreich an Wettbewerben der Goodyearliga teil. Es folgten Teilnahmen am Saporta Cup, Korać-Cup. Mit Teilnahmen und guten Ergebnissen in der EuroLeague und dem ULEB Cup etablierte sich der kleine Basketballverein aus dem Kanton West-Herzegowina seither in der Europäischen Basketballfamilie und gilt neben dem bosnisch-herzegowinischen Basketballverein KK Bosna Sarajevo als ein guter Vertreter Bosnien-Herzegowinas auf dem europäischen Basketballparkett.

## Erfolge

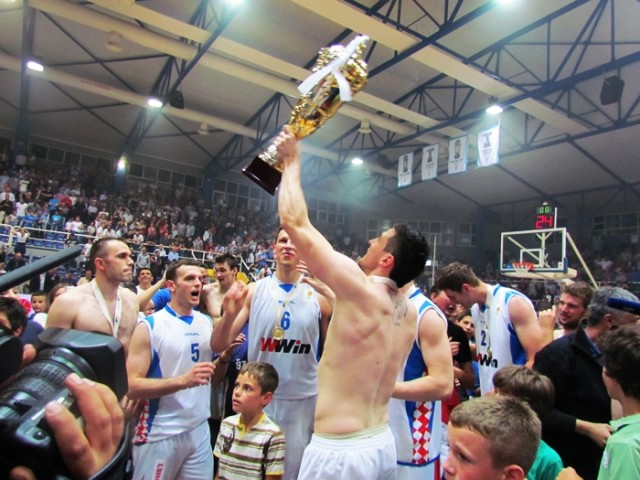
HKK Široki Brijeg nach dem Pokalsieg (2012)

- Meister: 1998, 2002, 2003, 2004, 2007, 2009, 2010, 2011, 2012
- Pokalsieger: 1998, 2002, 2003, 2004, 2006, 2008, 2011, 2012